# Захаров, Георгий Фёдорович
Гео́ргий Фёдорович Заха́ров (23 апреля [5 мая] 1897, Шилово, Саратовская губерния — 26 января 1957, Москва) — советский военачальник, генерал армии (1944), полководец Великой Отечественной войны.

## Биография

### Ранние годы
Родился 23 апреля (5 мая) 1897 года в деревне Шилово в семье крестьянина-бедняка. Русский.
Семья была бедняцкая и состояла из 13 душ. Когда Георгию исполнилось 11 лет, отец отвёз мальчика в город Саратов. Там подросток работал учеником на гвоздильном заводе, «мальчиком на побегушках», в сапожной и портняжной мастерских, упаковщиком на складе. Упаковщиком Георгий Захаров проработал около 5 лет. Одновременно он учился в воскресной школе.
В марте 1916 года призван в Русскую императорскую армию. Окончил учебную команду 133-го запасного пехотного полка (1916), Чистопольскую школу прапорщиков (1917). Был произведён в прапорщики и назначен младшим офицером в 240-й пехотный запасный полк. С июля 1917 года служил младшим офицером и командиром полуроты 1-го стрелкового полка 1-й стрелковой дивизии. Участвовал в Первой мировой войне на Западном фронте. В октябре 1917 года в чине подпоручика был избран солдатами командиром полка.

### Гражданская война и межвоенный период
Прибыв с фронта в Саратов, был назначен командовать местным партизанским отрядом и вскоре отправился на Уральский фронт, воевал против уральских казаков. Член РКП(б) с 1919 года. В Красной Армии с августа 1919 года. С августа 1919 сражался с белогвардейцами на Восточном фронте, командуя 4-й стрелковой ротой 51-го отдельного стрелкового батальона 4-й армии. Окончил 1-е Саратовские пехотные курсы (1920). В одном из боёв на Урале Г. Ф. Захаров был ранен. По излечении направлен в город Владикавказ, где ему поручено командование 1-м стрелковым батальоном.
В июле 1922 года откомандирован в Москву учиться в Высшей тактическо-стрелковой школе командного состава РККА имени Коминтерна «Выстрел». В 1923 году его, как окончившего курсы по первому разряду, назначили командиром батальона Объединённой военной Кремлёвской школы им. ВЦИК. С ноября 1926 года — помощник начальника и начальник строевого отдела этой школы.
В 1923 году состоялась встреча Г. Ф. Захарова с В. И. Лениным. Ленин вызвал командира полка и подробно интересовался жизнью курсантов.
С 15 марта 1931 года Захаров — командир-комиссар 2-го стрелкового полка Московской пролетарской стрелковой дивизии Московского военного округа. С 30 ноября 1931 года — начальник военно-хозяйственной службы 17-й стрелковой дивизии Московского ВО (которой тогда командовал будущий Маршал Советского Союза И. С. Конев). С сентября 1932 года — помощник начальника отдела материально-технического обеспечения Военно-инженерной академии РККА им. В. В. Куйбышева, с марта 1933-го — руководитель кафедры тактико-технического управления оперативно-тактического цикла этой академии, с мая 1935 года — преподаватель кафедры инженерного обеспечения боя и операции оперативно-тактического цикла там же.
В это же время учился на вечернем курсе Военной академии РККА имени М. В. Фрунзе, который окончил в 1933 году.
В 1936 году назначен в Ленинград начальником штаба 1-го стрелкового корпуса, которым командовал будущий Маршал Советского Союза Ф. И. Толбухин. С марта 1937 года — помощник начальника штаба и врид начальника штаба 19-го стрелкового корпуса. В 1937 году по решению ЦК ВКП(б) Г. Ф. Захаров командирован учиться в Академию Генерального штаба РККА. По окончании академии с апреля 1939 года служил начальником штаба Уральского военного округа, где оставался до начала Великой Отечественной войны.

### В годы Великой Отечественной войны
С июня 1941 года — начальник штаба 22-й армии, сформированной в Уральском ВО и спешно направленной в Белоруссию за несколько дней до войны. Армия сражалась на Западном фронте, участвовала в Смоленском сражении. По воспоминаниям маршала А. И. Ерёменко:

Командный пункт находился в лесу вблизи Невеля. Командовал армией генерал-майор Ф. А. Ершаков — человек храбрый и добросовестный. В проведении принятых решений он был требователен и настойчив, характер имел спокойный, ровный. Его удачно дополнял начальник штаба армии — генерал-майор Г. Ф. Захаров, оперативно достаточно подготовленный и очень волевой, но не в меру горячий и подчас грубоватый.
С 16 августа 1941 года — начальник штаба Брянского фронта. С октября 1941 года — командующий войсками Брянского фронта, участвовал в оборонительном этапе битвы за Москву.
С декабря 1941 года — заместитель командующего войсками Западного фронта, участвовал в контрнаступлении под Москвой и в Ржевско-Вяземской наступательной операции. По свидетельству начальника разведки 1-го гвардейского кавалерийского корпуса полковника А. К. Кононенко,  действия генерала Г. Ф. Захарова при штабе корпуса привели к неоправданным людским потерям при прорыве немецкой обороны вдоль Варшавского шоссе во время Ржевско-Вяземской операции..
С 26 апреля 1942 года — начальник штаба главкома войск Северо-кавказского направления, с 20 мая 1942 года — начальник штаба Северо-Кавказского фронта.
С 7 августа 1942 года — начальник штаба Юго-Восточного фронта, с 30 сентября — начальник штаба Сталинградского фронта. По воспоминаниям генерала армии С. П. Иванова:

Г. Ф. Захаров вообще-то тяготел к командной, а не штабной работе, несмотря на хорошую подготовку к последней — в 1939 году он окончил Академию Генерального штаба. Человек этот был постоянно крайне суровым, в отличие от А. И. Еременко — вспыльчивого, но отходчивого.
С 5 октября 1942 по февраль 1943 года — заместитель командующего войсками Сталинградского и Южного фронтов. Участник Сталинградской битвы.

Тов. Захаров на протяжении самого ответственного периода с 15 по 20 декабря находился неизменно в штабе корпуса и вместе с нами делил радость и горе. Захаров очень тактичный и умный генерал. Казалось бы, в штабе находится заместитель командующего фронтом, он мог бы оказать грубое влияние на решения, вмешиваться с ущемлением самолюбия, если принимается неправильное решение, но Захаров умел подсказывать, если нужно, и не подчеркивая своего влияния.
— ОРФ ИИ СССР р.1, ф.76, д.4, л.19 об.
С 11 февраля 1943 года — командующий 51-й армией Южного фронта. Во главе её участвовал в Ростовской и Миусской наступательных операциях.
С 31 июля 1943 года — командующий 2-й гвардейской армией Южного фронта. Во главе этой армии провёл Донбасскую, Мелитопольскую, Крымскую наступательные операции.
С 4 июня 1944 года — командующий войсками 2-го Белорусского фронта. Во главе фронта участвовал в Белорусской стратегической наступательной операции и в Ломжа-Ружанской наступательной операции. 28 июля 1944 года ему присвоено воинское звание генерал армии.
С 29 ноября 1944 по 1 марта 1945 года — командующий 4-й гвардейской армией. По оценке генерал-лейтенанта И. С. Аношина:

Генерал армии Г. Ф. Захаров — известный в армии военачальник, заслуженный, его хорошо знают в Ставке. Человек, не лишённый способностей и таланта, но и самолюбия и самоуверенности.

С апреля 1945 года — заместитель командующего войсками 4-го Украинского фронта.

### В послевоенные годы

Могила Г. Ф. Захарова на Новодевичьем кладбище Москвы

После войны с июля 1945 по июнь 1946 года — на должности командующего войсками Южно-Уральского военного округа, затем назначен генерал-инспектором стрелковых войск Главной инспекции Сухопутных войск. С февраля 1947 года — командующий войсками Восточно-Сибирского военного округа. С апреля 1950 года — начальник курсов «Выстрел». С сентября 1954 года — начальник Главного управления боевой подготовки Сухопутных войск.
Депутат Верховного Совета СССР 2—3 созывов (1946—1954).

## Воинские звания
- Майор (17.02.1936)[6].
- Полковник (17.02.1938)
- Комбриг (04.11.1939)
- Генерал-майор (4.06.1940)
- Генерал-лейтенант (20.12.1942)
- Генерал-полковник (16.05.1944)
- Генерал армии (28.07.1944)

## Награды
- Доска на площади Генерала Захаров, Севастополь Орден Ленина (21.02.1945)

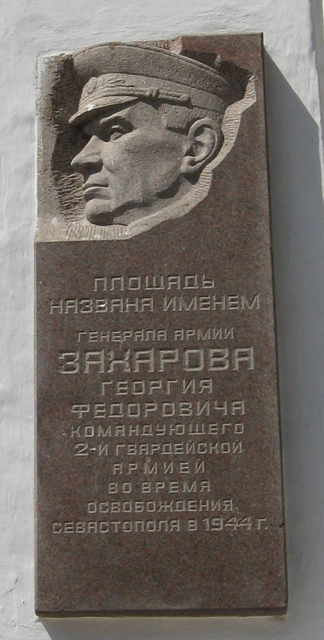
Доска на площади Генерала Захаров, Севастополь

- 4 ордена Красного Знамени (14.02.1943, 19.03.1944, 3.11.1944, 5.11.1950 )
- 2 ордена Суворова I степени (16.05.1944, 29.07.1944)
- Орден Кутузова I степени (28.01.1943)
- Орден Богдана Хмельницкого I степени (28.04.1945)
- Орден Суворова II степени (17.09.1943)
- Медали СССР
- Орден Заслуг Венгерской Народной Республики I степени (Венгрия)
- Медаль «Китайско-советская дружба» (КНР)[7]

## Отзывы сослуживцев
А. И. Ерёменко:

У Захарова голова неплохая, он человек большой воли и требователен по службе, но страшный грубиян, я бы сказал, просто самодур. Не разобравшись как следует, накричит на человека, а иногда и изобьёт.— Ерёменко А. И. Дневники. Записки. Воспоминания. 1939—1946. — М.: Российская политическая энциклопедия, 2013. — С.300.

## Память
- 5 мая 1975 года в честь генерала Захарова, командующего 2-й гвардейской армией, освобождавшей Севастополь в 1944 году с севера, названа площадь на Северной стороне города[8].
- В Белоруссии его именем названы улицы в городах Волковыск и Гродно
- В Симферополе его именем названа улица.
- Почётный гражданин города Братислава.
- 14 апреля 2010 года Национальным банком Республики Беларусь выпущена памятная монета «2-i Беларускi фронт. Захараў Г.Ф.» («2-й Белорусский фронт. Захаров Г. Ф.»)[9]